# 3МВ
3МВ (сокращение от «3-е поколение Марс Венера») — серия советских автоматических межпланетных станций, разрабатывавшихся в 1962—1965 годах и предназначенных для изучения Венеры (программа «Венера») и Марса (программа «Марс»). Изначально разработку вело ОКБ-1, в конце программы она была передана в НПО имени Лавочкина. Прототипом станций служила серия 2МВ, по сравнению с ней были предприняты меры по повышению надёжности путём дублирования элементов системы ориентации.
Дальнейшее развитие серии было в серии аппаратов B-70 (Венера-7, Космос-359) запущенных в 1970 году, B-72 (Венера-8, Космос-482) запущенных в 1972 году и аппаратов серии 4МВ.

## Цели программы
Изначально планировалось выполнение четырех задач, которые обозначались индексами:
- 3МВ-1 — посадка на Венеру,
- 3МВ-2 — изучение Венеры с пролётной траектории,
- 3МВ-3 — посадка на Марс,
- 3МВ-4 — изучение Марса с пролётной траектории,

однако позднее для некоторых станций цель полёта была изменена, но индекс при этом остался изначальным.
К Марсу планировалось несколько полётов, но был отправлен только один аппарат. Другой аппарат, известный как «Зонд-3», был использован не по первоначальному назначению, а для фотосьёмок обратной стороны Луны. Остальные были отправлены к Венере.

## Список запусков
| КА          | Версия | Дата (UTC)               | Ракета-носитель | Имя          | Основная задача                                                        | SCD   | NSSDC ID  |
| ----------- | --- | ------------------------ | --------------- | ------------ | ---------------------------------------------------------------------- | ----- | --------- |
| 3МВ-1А №2А  | 3МВ-1А | 11 ноября 1963 06:28:00  | Молния          | Космос-21    | Автономный полёт и имитация посадки на Земле                           | 00687 | 1963-044A |
| 3МВ-1А №2А  | Авария 4-й ступени. Из-за неисправности системы стабилизации разгонного блока «Л» разгонный импульс был выдан в неправильном направлении. 16 ноября сгорел в атмосфере Земли. |                          |                 |              |                                                                        |       |           |
| 3МВ-1А № 4А | 3МВ-1А | 19 февраля 1964 05:47:40 | Молния-М        | Зонд 3МВ-1 2 | Пролёт Венеры                                                          | —     | —         |
| 3МВ-1А № 4А | Авария 3-й ступени. |                          |                 |              |                                                                        |       |           |
| 3МВ-1 № 5   | 3МВ-1 | 27 марта 1964 03:21:00   | Молния-М        | Космос-27    | Посадка на поверхность Венеры                                          | 00770 | 1964-014A |
| 3МВ-1 № 5   | Авария 4-й ступени. Из-за неисправности в работе системы ориентации четвёртой ступени запуск в сторону Венеры не состоялся. 28 марта сгорел в атмосфере Земли. |                          |                 |              |                                                                        |       |           |
| 3МВ-1 № 4   | 3МВ-1 | 2 апреля 1964 02:52:00   | Молния-М        | Зонд-1       | Посадка на поверхность Венеры                                          | 00785 | 1964-016D |
| 3МВ-1 № 4   | В связи с выходом на отлётную траекторию к Венере, но также неполадками в работе аппарата ему не было присвоено имя «Космос» или «Венера», а было присвоено имя «Зонд». В связи с этим основной целью названо «Проверка работы бортовых систем, сбор научной информации вблизи Венеры». Связь потеряна 14.05.1964 на удалении от Земли до 14 млн км, неуправляемый пролёт Венеры 14.07.1964. |                          |                 |              |                                                                        |       |           |
| 3МВ-4 № 2   | 3МВ-4А | 30 ноября 1964 13:12:00  | Молния-М        | Зонд-2       | Посадка на поверхность Марса                                           | 00945 | 1964-078C |
| 3МВ-4 № 2   | Проблемы с аппаратом, неполное раскрытие солнечных батарей на начальном этапе отлётной траектории к Марсу. Связь потеряна в апреле-мае 1965, неуправляемый пролёт Марса 06.08.1965. |                          |                 |              |                                                                        |       |           |
| 3МВ-4 № 3   | 3МВ-4А | 18 июля 1965 14:38:00    | Молния-М        | Зонд-3       | Фотографирование обратной стороны Луны, передача изображения на Землю. | 01454 | 1965-056A |
| 3МВ-4 № 3   | Пролёт Луны 20.07.1965. Получены фотографии обратной стороны Луны. |                          |                 |              |                                                                        |       |           |
| 3МВ-4 № 4   | 3МВ-4 | 12 ноября 1965 05:02:00  | Молния-М        | Венера-2     | Пролёт Венеры                                                          | 01730 | 1965-091A |
| 3МВ-4 № 4   | Частично успешный, отказ системы управления ещё до подлёта к Венере. |                          |                 |              |                                                                        |       |           |
| 3МВ-3 № 1   | 3МВ-3 | 16 ноября 1965 04:19:00  | Молния-М        | Венера-3     | Посадка на поверхность Венеры                                          | 01733 | 1965-092A |
| 3МВ-3 № 1   | Частично успешный, отказ системы управления. 1 марта 1966 года станция достигла Венеры и врезалась в её поверхность. Она стала первым космическим аппаратом, который достиг поверхности другой планеты. Однако, система управления станции вышла из строя ещё до подлёта к Венере. Никаких данных о Венере станция не передала.                                                              |                          |                 |              |                                                                        |       |           |
| 3МВ-4 № 6   | 3МВ-4 | 23 ноября 1965 03:22:00  | Молния-М        | Космос-96    | Пролёт Венеры                                                          | 01742 | 1965-094A |
| 3МВ-4 № 6   | Авария 3-й ступени. |                          |                 |              |                                                                        |       |           |